# 福岡県立糸島高等学校
福岡県立糸島高等学校（ふくおかけんりつ いとしまこうとうがっこう, Fukuoka Prefectural Itoshima High School）は、福岡県糸島市前原南二丁目に位置する公立高等学校。通称は「糸高」（いとこう）。

## 概要
歴史
1902年（明治35年）に開校した「前原女子実業補習学校」（後の「福岡県糸島高等女学校」）と1922年（大正13年）に開校した「福岡県糸島中学校」（旧制中学校・男子校）を前身とする。1948年（昭和23年）の学制改革の際にそれぞれ新制高等学校の「福岡県立糸島女子高等学校」・「福岡県立糸島高等学校」（男子校）として発足した後、1949年（昭和24年）に統合され男女共学の「福岡県立糸島高等学校」となった。2012年（平成24年）に創立110周年を迎えた。
設置課程・学科
- 全日制課程 普通科（学年制）
- 定時制課程 普通科（夜間）（単位制） - 修業年限は4ヶ年であるが、通信制課程の授業を同時に受講すること（定通併修）により3年間での卒業が可能。

校訓
「自主積極」
- 一、正義をつらぬく意志を持とう
- 二、友情をもって団結しよう
- 三、知性高き社会人となろう

校章
1948年（昭和23年）に「糸島高等学校」（当時はまだ男子校）が発足する際に制定された。翌年男女共学になってからも同じ校章が継承され、現在に至っている。校名の「糸」を図案化したものの上部に「高」の文字を置いている。
校歌
作詞は川崎俊二、作曲は土生哲による。歌詞は3番まであり、校名の「糸島」は1～2番の歌詞の中に登場しない。
通学区（全日制課程）
福岡県第6学区（旧・福岡県第7学区）
- 糸島市
- 福岡市
  - 城南区
  - 早良区
  - 西区
  - 南区の長丘中学校の校区のうち第五学区に含まれない地域
  - 中央区のうち警固・舞鶴・当仁・友泉・城西中学校の校区

定時制課程に関しては福岡県全域が通学区となる。

## 沿革
福岡県糸島高等女学校・福岡県立糸島女子高等学校
- 1902年（明治35年）（創立年）
  - 6月21日 - 福岡県知事の認可を受ける。
  - 7月5日 - 「前原町外三ヶ村学校組合立前原女子実業補習学校」が開校。校長には島寛太郎が就任。
- 1907年（明治40年）9月1日 - 「前原町外三ヶ村学校組合立前原女子技芸学校」と改称。
- 1911年（明治44年）4月 - 学校組合を解散。「糸島郡立女子技芸学校」と改称。
- 1916年（大正5年）4月26日 - 学則改正により、定員を本科160名・補習科30名・別科70名とする。
- 1921年（大正10年）4月1日 - 組織変更により「福岡県糸島実科高等女学校」となる。
- 1923年（大正12年）4月1日 - 郡制廃止に伴い県立となり「福岡県立糸島実科高等女学校」と改称。 補習科を設置。
- 1924年（大正13年）4月1日 - 「福岡県立糸島高等女学校」と改称。
- 1925年（大正14年）4月1日 - 県令により、「福岡県糸島高等女学校」と改称（校名から「立」が除かれる）。
- 1927年（昭和2年）3月18日 - 新講堂が完成。
- 1948年（昭和23年）
  - 3月31日 - 糸島高等女学校が廃止される。
  - 4月1日 - 学制改革（六・三・三制の実施）により、「福岡県立糸島女子高等学校」（新制高等学校）が発足。
  - 9月2日 - 定時制（昼間）被服課程を開設。
  - 10月23日 - 北崎分校（定時制被服課程）を開設。

旧制・福岡県糸島中学校・福岡県立糸島高等学校（男子校）
- 1922年（大正11年）
  - 3月31日 - 文部大臣により、福岡県立糸島中学校の設立が認可される。
  - 4月8日 - 「福岡県立糸島中学校」（旧制中学校、修業年限5ヶ年）の設置が認可される。初代校長に林鏡之助が就任。
  - 4月14日 - 前原尋常高等小学校の校舎一部を仮校舎として開校し、事務を開始。
  - 4月27日 - 前原尋常高等小学校の講堂で第1回入学式を挙行。100名が入学。 翌日28日に授業開始。
  - 12月12日 - 父兄会「輔成会」が発足。
- 1923年（大正12年）
  - 3月18日 - 雷山村篠原に新校舎が完成し移転。
  - 7月 - 雨天体操場兼武道場が完成。
- 1925年（大正14年）
  - 3月31日 - 本館が完成。
  - 4月1日 - 「福岡県糸島中学校」と改称（校名から「立」を除く）。
- 1927年（昭和2年）
  - 3月7日 - 第1回卒業式を挙行。同窓会が発足。
  - 10月25日 - 校友会（現在でいう生徒会）誌第1号を発行。
- 1928年（昭和3年）6月1日 - 講堂が完成。
- 1929年（昭和4年）
  - 4月27日 - この日を開校記念日とする。
  - 11月 - 正門が完成。
- 1930年（昭和5年）10月30日 - 校歌を制定。
- 1931年（昭和6年）4月 - 制服を改定。補習科を設置。
- 1934年（昭和9年）2月11日 - 卒業記念として校旗が贈呈。
- 1935年（昭和10年）11月30日 - 糸中後援会が発足。
- 1937年（昭和12年）3月25日 - 入学試験の筆記試験を廃止。
- 1938年（昭和13年）4月 - 生徒体育簿を制定。
- 1940年（昭和15年）4月 - 服装を改定。学校報国団を組織。
- 1943年（昭和18年）1月21日 - 中等学校令の公布により、修業年限が4ヶ年となる。
- 1944年（昭和19年）
  - 3月 - 決戦非常措置要項ニ基ク学徒動員実施要項が発令される。
  - 7月20日 - 3年生の動員が開始。
  - 10月 - 4年生の動員が開始。
  - 12月8日 - 2年生の動員が開始。
- 1945年（昭和20年）8月15日 - 終戦により、動員が解除され、動員生徒は復学。
- 1946年（昭和21年）1月 - 教科書に墨を塗る。
- 1947年（昭和22年）4月 - 学制改革（六・三制の実施）により、旧制中学校の生徒募集を停止し、暫定措置として新制の中学校を併置（以下・併置中学校）。

同年3月時点で旧制中学校1・2年生が新制併置中学校の2・3年生として収容される。併置中学校は新制ではあったが、あくまで暫定的なもので新たに生徒募集を行うことはなく、この時の2年生（1946年（昭和21年）4月に入学した旧制中学校最後の生徒）が卒業すると同時に廃止される中学校であった。
- 1948年（昭和23年）
  - 2月13日 - 新校章を制定。
  - 3月4日 - 旧制中学校の最後の卒業式（第23回卒業式）を挙行。1943年（昭和18年）に入学した生徒が卒業。
  - 3月31日 - 旧制・糸島中学校が廃止される。
  - 4月1日 - 学制改革（六・三・三制の実施）により、「福岡県立糸島高等学校」（新制高等学校・男子校）が発足。修業年限を3ヶ年とする。

旧制中学卒業生（希望者）を新制高校3年生、同年3月時点で旧制中学4年生を新制高校2年生、併置中学校第1回卒業生および他の中学校卒業生を新制高校1年制として収容。
- 1949年（昭和24年） 3月31日 - 併置中学校を廃止。

福岡県立糸島高等学校（男女共学）
- 1949年（昭和24年）
  - 4月7日 - 福岡県立糸島高等学校（男子校）と福岡県立糸島女子高等学校の2校統合のため、両高校合同職員会議を実施。
  - 5月16日 - 福岡県立糸島高等学校・福岡県立糸島女子高等学校の統合式を挙行し、実質的な統合の形をとる。 糸島高校を東校舎、糸島女子高校を西校舎とする。
  - 5月31日 - 父母教師会（PTA）が発足。
  - 6月3日 - 学校新聞｢糸高新聞｣を創刊。
  - 8月7日 - 同窓会が発足。
  - 8月31日 - 福岡県立糸島高等学校（男子校）と福岡県立糸島女子高等学校が統合され、男女共学の「福岡県立糸島高等学校」（現校名）が正式に発足。
- 1950年（昭和25年）
  - 3月16日 -男子校時代の校章を継承することが決定。
  - 4月1日 - 定時制普通課程を設置。
- 1951年（昭和26年）
  - 2月20日 - 新校歌を制定。
  - 4月5日 - 3学期制に復帰。
- 1953年（昭和28年）3月15日 - 制服が決定。
- 1954年（昭和29年）
  - 6月 - 新校舎の一部が完成。
  - 7月16日 - 茶室（三経庵）開きを行う。
- 1955年（昭和30年）3月12日 - 新コート（運動場南）開きを行う。
- 1956年（昭和31年）
  - 3月16日 - 西校舎からの移転作業を開始。
  - 3月31日 - 定時制被服課程を廃止。
  - 4月12日 - 移転を完了し、西校舎を廃止。
  - 5月24日 - 新体育館兼講堂が完成。旧講堂を図書館及び郷土館に改装。
  - 10月18日 - 郷土館が文部大臣指定の郷土博物館となる。
- 1957年（昭和32年）7月12日 - 松原校舎を解体。
- 1960年（昭和35年）1月8日 - ブラスバンドを編成し、練習を開始。
- 1961年（昭和36年）6月10日 - 財団法人松本奨学会の設置が認可される。
- 1963年（昭和38年）
  - 4月1日 - 教育課程改定により、普通課程・被服課程を普通科・被服科に改称。
  - 5月3日 - プールが完成。
- 1964年（昭和39年）
  - 3月31日 - 北崎分校を廃止。
  - 4月15日 - 新校舎が完成。
- 1966年（昭和41年）
  - 4月1日 - 被服科を家政科に改称。
  - 6月29日 - 武道場が完成。
  - 8月31日 - 運動場夜間照明施設を設置。
  - 10月11日 - 第2運動場が完成。
- 1969年（昭和44年）5月22日 - 体育館兼講堂が完成。
- 1971年（昭和46年）11月27日 - 化学教室横暗室で火災が発生。
- 1972年（昭和47年）
  - 3月31日 - 食堂が完成。
  - 4月1日 - 新学区制が発足し、福岡県第7学区となる。
  - 4月9日 - 糸高会館が完成。
- 1977年（昭和52年）
  - 6月 - 時制を変更し、従来の20分休みを廃止。
  - 8月 - 校旗を制定。
- 1981年（昭和56年）
  - 3月25日 - 図書館と視聴覚室が完成。同年5月11日に開館。
  - 9月13日 - 体育大会の予選を廃止し、名称を｢体育祭｣に変更。
- 1982年（昭和57年）
  - 4月10日 - 創立80周年記念庭園が完成。
  - 10月23日 - 糸高会館（新館）が完成。
- 1984年（昭和59年）4月6日 - 時制を改定。
- 1987年（昭和62年）2月23日 - 武道場（1階柔道場・2階剣道場）が完成。
- 1988年（昭和63年）3月23日 - 糸中[1]講堂（図書館･郷土館）を解体。
- 1990年（平成2年）4月 - 筑前前原駅と学校を結ぶバス直行便の運行を開始。
- 1991年（平成3年）
  - 2月 - 叶原池の一部を埋め立てて運動場を造成。
  - 3月 - 家政科の募集を停止。
- 1992年（平成4年）
  - 4月 - 女子制服を改定。
  - 5月8日 - }アメリカ合衆国・スカイビュー高校と姉妹校締結。
  - 7月20日 -創立90周年を記念して校訓碑を除幕。寄付により校旗を新調。
- 1993年（平成5年）3月31日 - 家政科を廃止。
- 1994年（平成6年）
  - 4月 - 教頭二人体制となる。
  - 11月 - 初めて海外への修学旅行を開始。目的地は中国・北京市
- 1996年（平成8年）4月 - 同窓会奨学金制度が創設される。定時制課程独立棟が完成。
- 1998年（平成10年）4月 - 時制を改定し、朝の読書を開始。
- 2002年（平成14年）
  - 4月 - 制服を改定。
  - 9月 - 創立100周年を記念し、新プール・新体育館が完成。
- 2007年（平成19年）- 学区改定により福岡県第6学区となる。
- 2022年（令和4年）
  - 4月 - 校則・時制改定。朝課外・朝の読書が廃止。9クラス編成になる。医療／看護専攻クラス新設。
  - 5月 - 北島康介による講演会を実施。
  - 6月 - 創立120周年記念文化祭実施。
  - 8月 - 通学バッグが自由化。
  - 9月 - 創立120周年記念体育祭を福岡PayPayドームで実施。
  - 10月 - 創立120周年記念式典を挙行。

- 2023年（令和5年）
  - 4月 - 10クラス編成になる。

## 学校行事
全日制課程
3学期制
1学期
- 4月 - 始業式・着任式、入学式、対面式、実力課題テスト、新入生研修（自立と協働を学ぶ宿泊体験）、健康診断、体力テスト、春季遠足
- 5月 - 生徒総会、PTA総会、中間考査、個人面談
- 6月 - 文化祭、教育実習、期末考査
- 7月 - 期末考査、同窓会総会、交通安全教室、三者面談、クラスマッチ、生徒会総選挙、終業式、夏期課外授業
- 8月 - 夏期課外授業

2学期
- 8月末 - 始業式、実力課題テスト
- 9月 - 体育祭、中学生体験入学
- 10月 - 中間考査、生徒総会
- 11月 - 雷山登山、期末考査、2年修学旅行
- 12月 - 終業式、冬期課外授業

3学期
- 1月 - 冬期課外授業、始業式、実力課題テスト、大学入学共通テスト
- 2月 - 学年末考査、予餞会
- 3月 - 卒業式、クラスマッチ、終業式

定時制課程
- 4月 - 入学式、対面式、オリエンテーション
- 5月 - 新入生歓迎遠足、生徒総会、PTA総会
- 6月 - 高体連定通部県大会
- 7月 - 救急救命法、避難訓練、体育祭
- 8月 - バーベキュー大会
- 9月 - 生活体験発表会、陶芸教室
- 10月 - 高体連定通部県大会、3年修学旅行
- 11月 - 文化祭
- 12月 - ボウリング大会、交通安全教室
- 1月 - 校内成人式
- 2月 - 予餞会、クラスマッチ
- 3月 - 卒業式、高校入試

## 部活動
全日制課程
運動部
- 空手道部
- 剣道部
- サッカー部（男）
- 柔道部
- 水泳部
- ソフトボール部
- 卓球部
- テニス部
- バスケットボール部
- バレーボール部
- 野球部（男）
- ラグビー部（男）
- 陸上競技部
- バドミントン部

文化部

- 演劇部
- 茶華道部
- 食物・手芸部
- 情報科学部
- 書道部
- 生物・化学部
- 吹奏楽部
- 情報科学部
- 美術部
- 文芸部
- 放送部
- 歴史部

定時制課程
運動部
- 陸上部
- 軟式野球部
- ソフトボール部
- バドミントン部
- バスケットボール部
- バレーボール同好会

文化部
- 音楽部

## 著名な出身者
- 山本俊嗣（ラグビー選手・元日本代表）
- 原田大六（在野の考古学者・『実在した神話』の著者）
- 西﨑聡（元プロ野球選手・東京ヤクルトスワローズ）
- 西﨑伸洋（元プロ野球選手・横浜ベイスターズ）
- 白仁田寛和（元プロ野球選手・阪神タイガース - オリックス・バファローズ）
- 原沙知絵（女優。本名は原幸恵。糸高在学中に現役のモデルとして活躍していた）
- 篠田麻里子（アイドル、女優、ファッションモデル・元AKB48）
- 竹林義久（官僚・元内閣府沖縄総合事務局長）
- 春田整秀（政治家・元前原市（現糸島市）長）

## 博物館
当校卒業生の考古学者・原田大六が学校周辺の旧糸島郡地域各地から発掘した弥生時代・古墳時代などの遺物約2,000点を収集・復元し、図書館棟3階に展示している。原田が在学中の1931年に創立10周年記念事業として郷土室が設置され、1956年10月18日に文部大臣認定の博物館相当施設とされている。

## 交通アクセス
- 最寄りの鉄道駅 JR九州 筑肥線 糸島高校前駅から徒歩5分。
- 最寄りのバス停 昭和バス 「前原バスセンター」